# Dysmicoccus boninsis
Dysmicoccus boninsis är en insektsart som först beskrevs av Kuwana 1909.  Dysmicoccus boninsis ingår i släktet Dysmicoccus och familjen ullsköldlöss. Inga underarter finns listade i Catalogue of Life.